# Oeiras Challenger 2025
L'Oeiras Challenger 2025 è stato un torneo maschile di tennis professionistico. È stata la 12ª edizione del torneo, facente parte della categoria Challenger 125 nell'ambito dell'ATP Challenger Tour 2025, con un montepremi di 181 000 €. Si è giocato dal 14 al 20 aprile 2025 sui campi in terra rossa del  Complexo Desportivo do Jamor di Oeiras, in Portogallo.

## Partecipanti

### Teste di serie
| Nazionalità | Giocatore           | Ranking* | Testa di serie |
| ----------- | ------------------- | -------- | -------------- |
| Argentina   | Francisco Comesaña  | 61       | 1              |
|             | Roman Safiullin     | 68       | 2              |
| Belgio      | Raphaël Collignon   | 91       | 3              |
| Brasile     | Thiago Monteiro     | 94       | 4              |
| Stati Uniti | Nishesh Basavareddy | 108      | 5              |
| Serbia      | Dušan Lajović       | 109      | 6              |
| Brasile     | Thiago Seyboth Wild | 111      | 7              |
| Francia     | Valentin Royer      | 116      | 8              |

* Ranking al 7 aprile 2025.

### Altri partecipanti
I seguenti giocatori hanno ricevuto una wild card per il tabellone principale:
- Pedro Araújo
- Gastão Elias
- Tiago Pereira

I seguenti giocatori sono entrati in tabellone come alternate:
- Jan Choinski
- Matteo Gigante

I seguenti giocatori sono passati dalle qualificazioni:
- Juan Manuel Cerúndolo
- Rémy Bertola
- Stefano Travaglia
- Guy den Ouden
- Bernabé Zapata Miralles
- Denis Yevseyev

Il seguente giocatore è entrato in tabellone come lucky loser:
- Alejandro Moro Cañas

## Punti e montepremi
| Torneo    | Torneo              | V      | F      | SF    | QF    | 2T    | 1T    | Q | Q2  | Q1  |
| Singolare | Punti               | 125    | 64     | 35    | 16    | 8     | 0     | 5 | 3   | 0   |
| Singolare | Premi in denaro (€) | 19 650 | 11 570 | 6 850 | 3 990 | 2 345 | 1 420 | – | 710 | 355 |
| Doppio    | Punti               | 125    | 64     | 35    | 16    | –     | 0     | – | –   | –   |
| Doppio    | Premi in denaro (€) | 8 420  | 4 900  | 2 940 | 1 750 | –     | 990   | – | –   | –   |

## Campioni

### Singolare
Elmer Møller ha sconfitto in finale  Francisco Comesaña con il punteggio di 6–0, 6–4.

### Doppio
Karol Drzewiecki /  Piotr Matuszewski hanno sconfitto in finale  Francisco Cabral /  Lucas Miedler con il punteggio di 6–4, 3–6, [10–8].